# Municipio de Dalton (Míchigan)
El municipio de Dalton (en inglés: Dalton Township) es un municipio ubicado en el condado de Muskegon en el estado estadounidense de Míchigan. En el año 2010 tenía una población de 9300 habitantes y una densidad poblacional de 98,96 personas por km².

## Geografía
El municipio de Dalton se encuentra ubicado en las coordenadas 43°20′46″N 86°13′36″O / 43.34611, -86.22667. Según la Oficina del Censo de los Estados Unidos, el municipio tiene una superficie total de 93.98 km², de la cual 91.33 km² corresponden a tierra firme y (2.82%) 2.65 km² es agua.

## Demografía
Según el censo de 2010, había 9300 personas residiendo en el municipio de Dalton. La densidad de población era de 98,96 hab./km². De los 9300 habitantes, el municipio de Dalton estaba compuesto por el 94.13% blancos, el 1.82% eran afroamericanos, el 0.9% eran amerindios, el 0.22% eran asiáticos, el 0.01% eran isleños del Pacífico, el 0.74% eran de otras razas y el 2.18% pertenecían a dos o más razas. Del total de la población el 3.38% eran hispanos o latinos de cualquier raza.